# A. Clarke
A. Clarke  (primeiro nome e detalhes desconhecidos) foi um jogador de críquete. Ele era um arremessador destro que jogou para Leicestershire County Cricket Club. Clarke fez uma única aparição de primeira classe para a equipe, em 1902, contra o Essex County Cricket Club.